# Joseph-François Lafitau
Joseph-François Lafitau, né et mort à Bordeaux en France (1er janvier 1681–3 juillet 1746), est un missionnaire jésuite en Nouvelle-France.
On le connaît surtout pour un ouvrage d'ethnographie qui lui a valu d'être considéré comme un pionnier de cette discipline.
Il a également été à l'origine d'un grand intérêt pour le ginseng américain au début du XVIIIe siècle.

## Biographie
Fils d’un riche banquier bordelais, frère de Pierre-François Lafitau, futur évêque de Sisteron, il entre au noviciat des jésuites à Bordeaux le 2 octobre 1696.
Il étudie ensuite la philosophie et la rhétorique à Pau (1698–1701), puis il enseigne la cinquième à Limoges (1701–1702), la quatrième, la troisième et les humanités à Saintes (1702–1705), et la rhétorique à Pau (1705–1706).
De Pau, il est envoyé d’abord à Poitiers, où il fait un an de philosophie et deux ans de théologie (1706–1709), ensuite au collège Louis-le-Grand, à Paris, où il termine son cours de théologie (1709–1711) ; il est ordonné prêtre la même année, à Paris.

### Ethnographe en Nouvelle-France

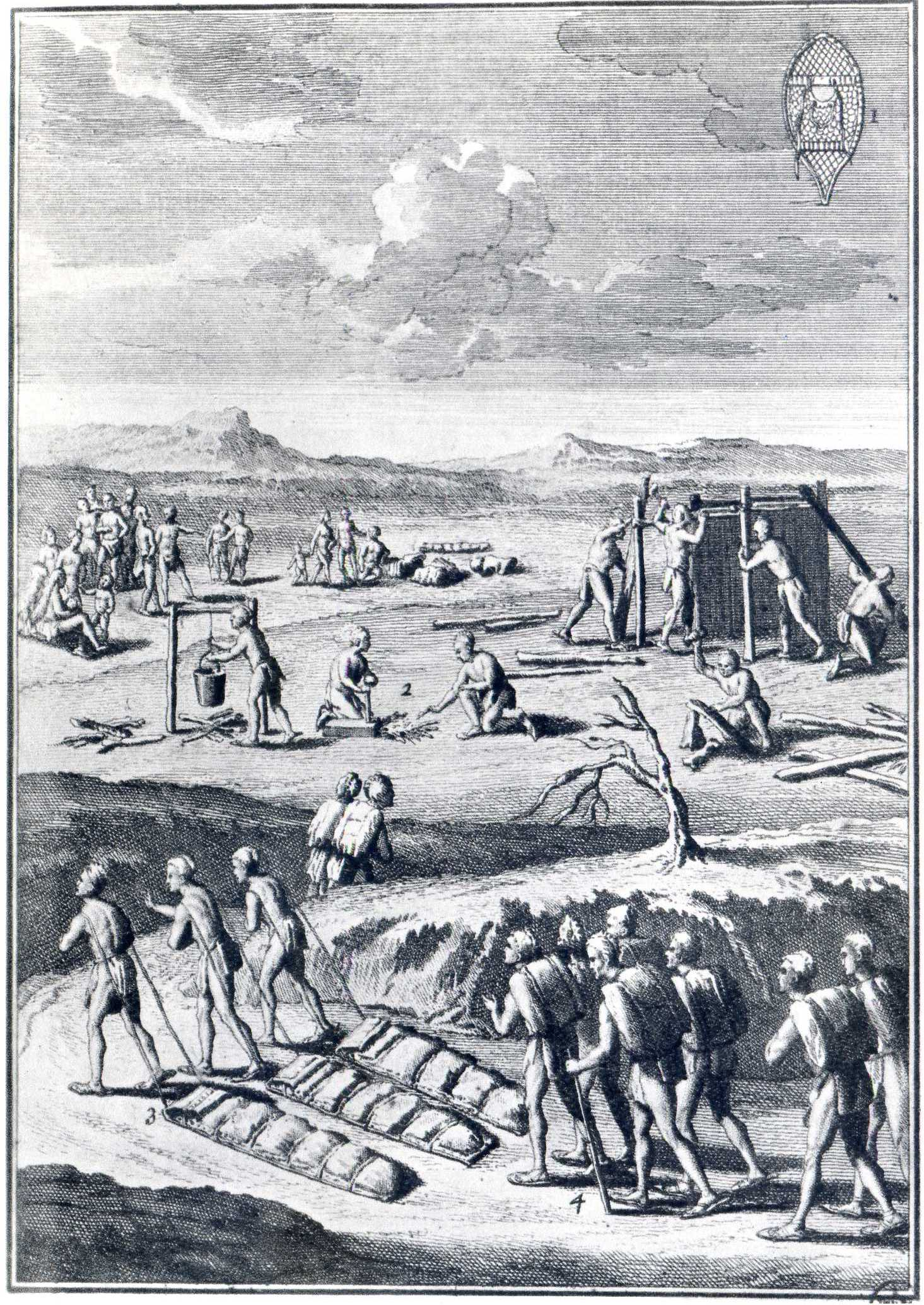
Vie quotidienne des Amérindiens en Nouvelle-France. Illustration extraite des Mœurs.

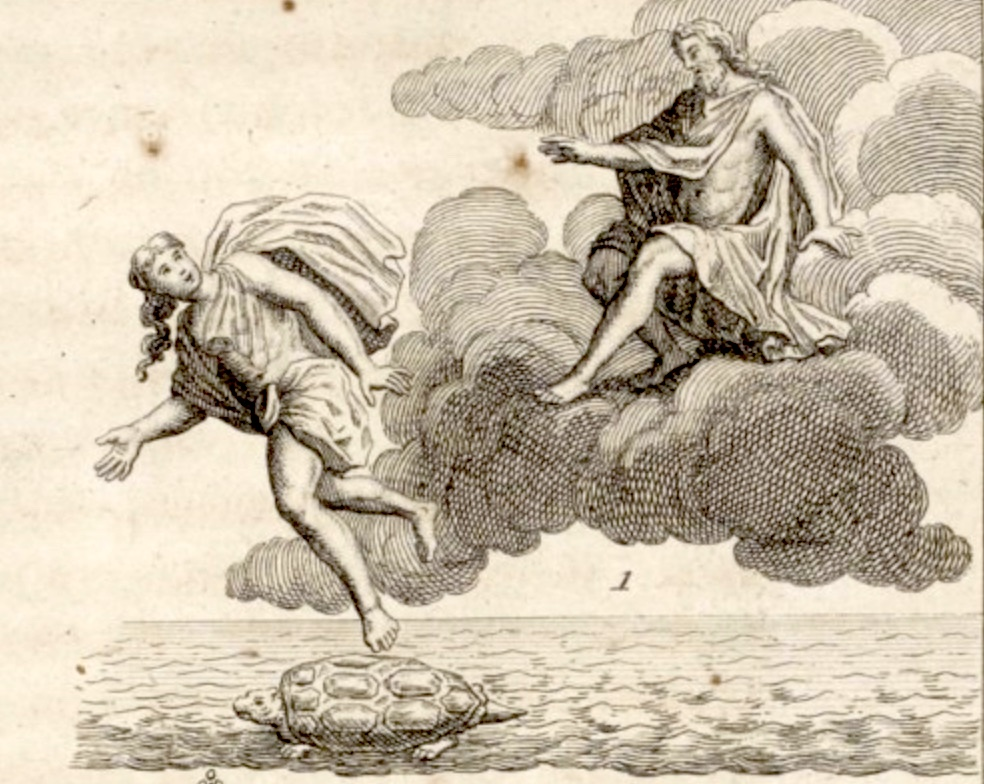
La Femme chassée du ciel tombe sur la tortue. Dessin extrait de l'ouvrage de.

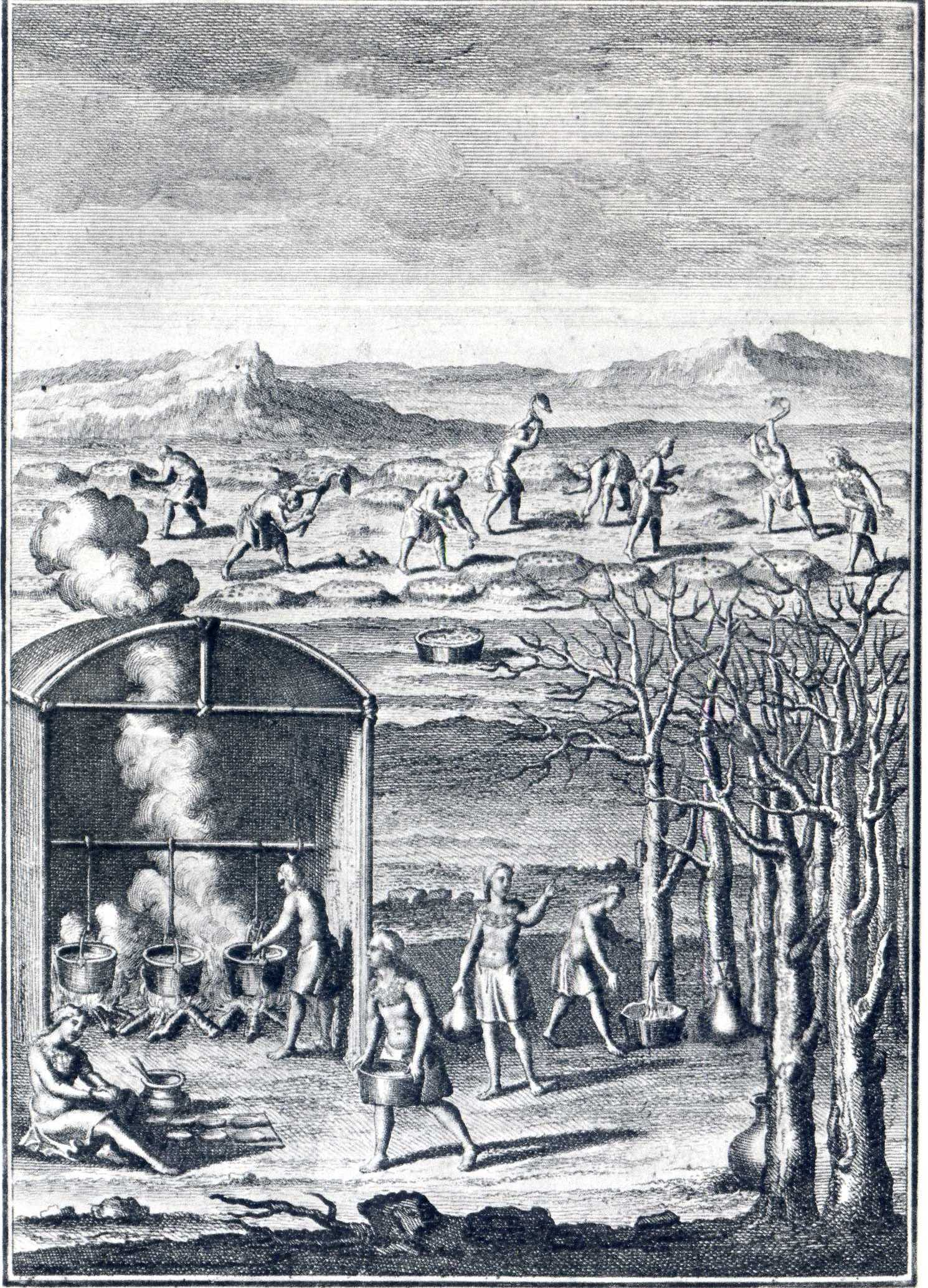
Fabrication du sirop d'érable par les Amérindiens en Nouvelle-France. Illustration extraite des Mœurs.

En 1711, il part en mission en Nouvelle-France et s’installe au Sault Saint-Louis (aujourd'hui Kahnawake). Aidé par Julien Garnier, un missionnaire jésuite de grande expérience, il s’initie à la langue et à la culture des Iroquois. Le 15 août 1716 il fait profession perpétuelle des quatre vœux à Montréal.
Lafitau est un observateur attentif des coutumes amérindiennes. Il fait paraître en 1724 Mœurs des sauvages américains comparées aux mœurs des premiers temps, où il tente, en les mettant en parallèle avec celles des sociétés de l’Antiquité, de démontrer que les mœurs des Iroquois ne sont pas aberrantes.
Il s’efforce aussi de prouver l’origine commune des Amérindiens et des Occidentaux et d’étayer ainsi le concept d’unité de l'humanité tiré de la Genèse (Adam et Ève, couple initial unique). Il raconte ainsi le mythe amérindien de la création de l'Île de la tortue en y ajoutant des connotations judéo-chrétiennes.
Il découvre le système de parenté des Iroquois et l’importance des femmes dans leur société.
Lafitau fait preuve d’une grande minutie et d’une précision inégalée pour l’époque. Il a été, dit William N. Fenton (en), « le premier éclat de lumière sur la route de l'anthropologie scientifique ».
Son ouvrage a été traduit en néerlandais de son vivant même, et d'autres traductions ont suivi.

### Le ginseng d'Amérique

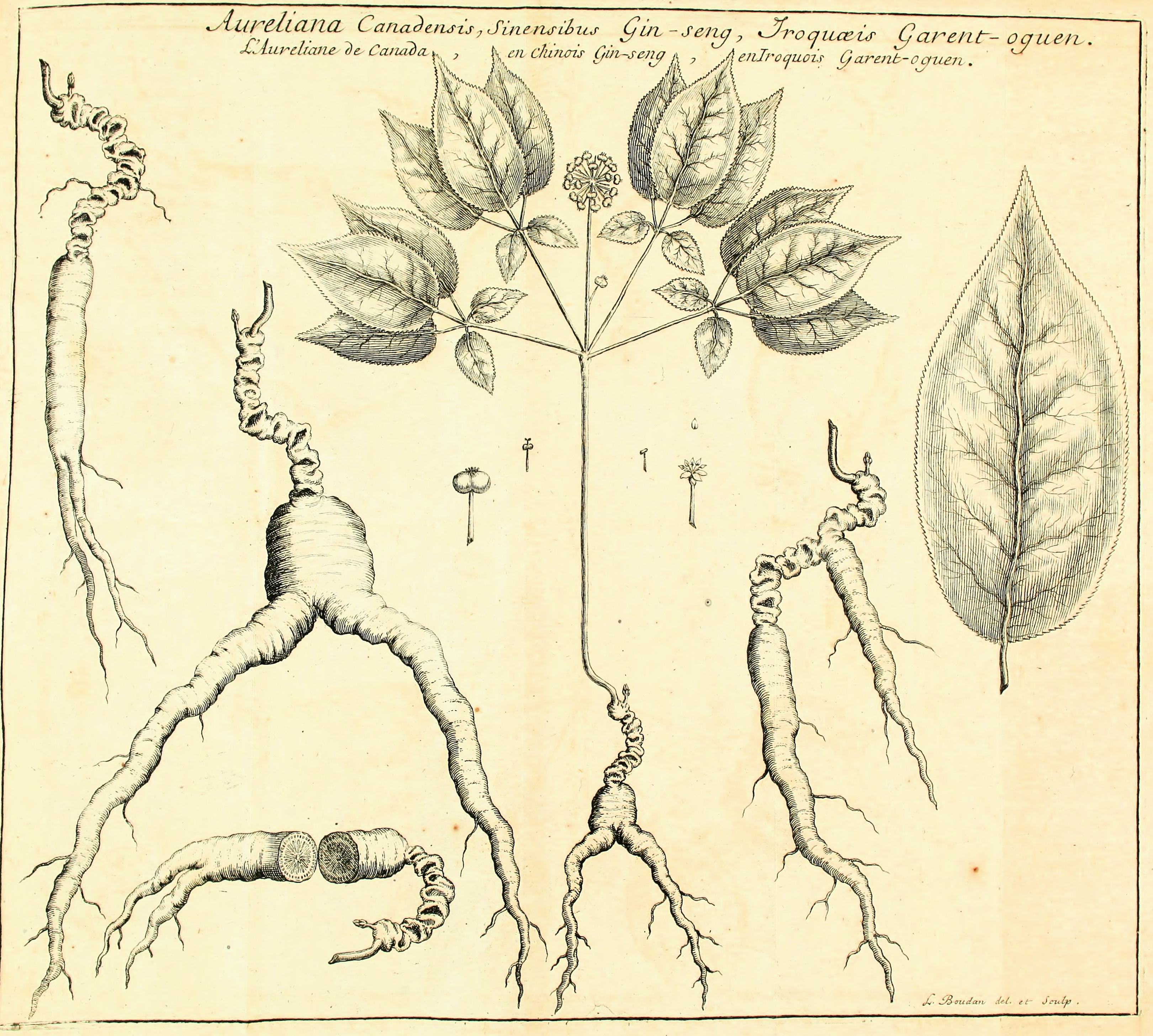
L'aureliana de Canada, en chinois gin-seng, en iroquois garent-oguen

Contrairement à ce qu'il croit, Lafitau n'est pas le premier Européen à observer le ginseng qu'on appelle aujourd'hui ginseng américain.
Toutefois, le fait central ici n'est pas l'antériorité de l'envoi de la plante en France, mais l'identification du ginseng chinois et du ginseng américain et ses conséquences économiques. Lafitau, puis les Amérindiens, puis les botanistes parisiens ont considéré comme identiques les plantes américaine et chinoise.
De plus, Lafitau est certainement à l'origine de ce qu'on appellerait en termes modernes un coup médiatique suivi, en économie, d'une ruée vers l'or.

#### Chronologie de l'identification botanique
- « Dès l'année 1700 » : On reçoit au Jardin du roi du ginseng américain (aujourd'hui Panax quinquefolius), envoyé par Michel Sarrazin. C'est ce que dit Sébastien Vaillant en 1718[7],[8].
- 1704 : Sarrazin envoie à Guy-Crescent Fagon (premier médecin de Louis XIV) du ginseng sous le nom d'Aralia humilis fructu majore[9].
- 1709 : Pierre Jartoux, missionnaire jésuite en Chine, est en voyage de cartographie en Tartarie. S'y trouvent également 10 000 Tartares qui ramassent du ginseng pour l'empereur[10],[11].
- 1711 : Jartoux écrit le 12 avril 1711 à son procureur général[12]. Il mentionne que la plante pourrait également pousser au Canada[10], étant donné la similitude des climats.
- Octobre 1715 : Lafitau lit pour la première fois, à Québec, la relation du père Jartoux sur le ginseng chinois[11],[13].
- 1716 : Lafitau tombe sur du ginseng près d'une maison qu'il fait construire. Les fruits rouges sont bien visibles. Il envoie la plante à Québec, « à un homme intelligent[14] ». « On » part pour Montréal, on se rend à la mission et on trouve la plante. Les Amérindiens reconnaissent leur plante dans le dessin[15] qu'a fait Jartoux en Chine[16].
- 1718 : Le mémoire de Lafitau au Régent paraît en France. Lafitau baptise la plante Aureliana canadensis[17] en l'honneur du Régent[18]. (Carl Anton von Meyer donnera en 1843 les noms que nous connaissons aujourd'hui[19].)
- 1718 : Parution de l'ouvrage de Sébastien Vaillant dont une partie s'intitule « Établissement d'un nouveau genre de plante nommé Araliastrum, duquel le fameux ninzin ou ginseng des Chinois, est une espèce ».
- 1753 : Création du genre Panax.

Dans son mémoire, Lafitau mentionne Vaillant (avec Jussieu) deux fois :
1. « C'est sur ces raisons que M. de Jussieu et M. Vaillant m'ont fait l'honneur de me dire qu'ils ne doutaient point que la plante du Père Jartoux et celle qui vient du Canada ne fussent le véritable gin-seng[20]. »
2. « Je l'ai vu dans l'herbier de M. de Jussieu et celui de M. Vaillant[21]. »

Par contre, Vaillant ne mentionne pas Lafitau dans le chapitre qu'il consacre au ginseng. Il dit que la plante a été reçue de Sarrazin « dès l'année 1700 ».

Motsch, spécialiste de Lafitau, conclut ainsi : 

« Lafitau fait désormais partie de l’histoire botanique, tout comme Vaillant à qui revient le mérite d’avoir identifié un nouveau genre, appelé araliastrum. Sarrazin et John Ray l’avaient déjà identifié parmi d’autres espèces et le ginseng en devient une sous-catégorie. Enfin, Sarrazin admettait en novembre 1717 dans une lettre que le ginseng avait, avant la découverte de Lafitau, échappé à son attention. Chacun y trouve donc sa part. Laissons donc la découverte de l’aralia à Sarrazin et celle de la classification à Vaillant, mais quant à la découverte du ginseng, celui « de Tartarie, découvert en Canada par le père Joseph François Lafitau, missionnaire des Iroquois au Sault Saint Louis », elle lui revient à juste titre. »

#### La bulle économique du ginseng canadien
- Paraît le mémoire de 1718 de Lafitau sur cette forme locale du ginseng ; il soulève un grand intérêt.
- On voit dans le ginseng américain une façon de profiter du grand usage que fait la médecine chinoise de cette plante (qu'on appellera 130 ans plus tard Panax, mot qui signifie panacée).
- Il s'ensuit une bulle économique :

« Le ginseng que les Chinois tiraient à grands frais du nord de l'Asie fut porté des bords du Saint-Laurent à Canton. Il fut trouvé excellent et vendu très cher ; la livre, qui ne valait d'abord à Québec que deux francs, y monta jusqu'à vingt-cinq. Il en fut exporté une année pour cinq cent mille francs. Le haut prix de cette racine excita une aveugle cupidité. On la cueillit en mai au lieu de la cueillir en septembre on la fit sécher au four au lieu de la faire sécher à l'ombre et lentement ; dès lors elle ne valut plus rien aux yeux des Chinois. »
— François-Xavier Garneau, Histoire du Canada
- L'histoire se conclut par un triste proverbe que H.-A. Verreau, un siècle plus tard, entendait dire aux vieillards : « C'est tombé » ou « ça tombera comme le gin-seng[25] ».

### Retour en France
Lafitau revient en France en 1717, principalement pour faire valoir ses arguments (meilleures terres, meilleure situation stratégique) en faveur de la relocalisation du Sault Saint-Louis. Il devait également apporter sa contribution à la longue histoire de la lutte contre la vente d'alcool aux Amérindiens. Lafitau obtient la relocalisation (au site actuel).
Ne pouvant toutefois réaliser son souhait de retourner au Canada, il se consacre à l’écriture et fait paraître une Histoire de Jean de Brienne (1727) et une Histoire des découvertes et des conquêtes des Portugais dans le Nouveau-Monde (1733–1734).

## Ouvrages
- (en) « Father Lafitau's remonstrance against the sale of brandy to the Indians », dans John Romeyn Brodhead, Berthold Fernow et Edmund Bailey O'Callaghan, Documents relative to the colonial history of the state of New York, vol. 9, 1853 — Autre numérisation : (en) « Memorial by Father Lafitau : On the sale of liquor to the Savages », dans Relations des Jésuites, vol. 67, p. 39–45).La traduction dont on a donné l'adresse permet de dater l'original de 1668 ou avant. Le titre français serait : « Remontrances du père Lafitau contre la vente de brandy aux Indiens ».
- Joseph-François Lafitau (1681-1746) (M.DCC.XVIII), Mémoire presenté a son altesse royale Monseigneur le duc d'Orleans, regent du royaume de France, concernant la précieuse plante du gin-seng de Tartarie, découverte en Canada par le P. Joseph François Lafitau, de la Compagnie de Jesus, missionnaire des Iroquois du Sault Saint Louis., Paris, chez Joseph Mongé, ruë S. Jacques vis-à-vis le Collége de Louis le Grand, à Saint Ignace, 1718 (DOI 10.5962/bhl.title.115143, présentation en ligne, lire en ligne [PDF])
  - Mémoire…, Montréal, Sénécal, Daniel et Compagnie, 1858Avec une notice biographique d'Hospice-Anthelme Verreau
- Mœurs des sauvages américains comparées aux mœurs des premiers temps, figures en taille-douce gravées par Jean-Baptiste Scotin, Paris, Saugrain l'aîné – Hochereau, 1724[26]
  - En ligne :
    - Tome premier, site de la Bibliothèque du Congrès ou : Tome premier sur Gallica
    - Tome second sur Google Livres ou : Tome second sur Gallica, 325 p. 
    - Tome 3, 302 p. site Canadiana
    - Tome 4, 298 p. site Canadiana

  - Réédition : Paris, Maspéro, 1982[27]
  - (en) Traduction anglaise : Customs of the American Indians compared with the customs of the primitive times, edited and translated by William N. Fenton and Elizabeth L. Moore, Toronto, Champlain Society, vol. I, 1974, CXIX–365 p. et vol. II, 1977
  - (de) Traduction allemande : Die Sitten der amerikanischen Wilden im Vergleich zu den Sitten der Frühzeit, Johann Friedrich Schröter (trad.), Helmut Reim (dir.), Weinheim, Acta humaniora, 1987, 504 p.  (ISBN 3361000335 et 9783361000339)Facsimilé de la traduction allemande publiée à Halle en 1752–53, augmentée par Reim d'un index et de commentaires ; Reim toutefois ignorait le travail de Fenton et Moore
  - (nl) Traduction néerlandaise : De zeden der wilden van Amerika: zynde een nieuwe uitvoerige en zeer kurieuse beschryving van derzelver ooriprong, godsdienst, manier van oorlogen, huwelyken, opvoeding, oeffeningen, feesten, danzeryen, begravenissen, en andere zeldzame gewoonten : tegen de zeden der oudste volkeren vergeleken, en met getuigenissen uit de oudste Grieksche en andere schryveren getoetst en bevestigt , La Haye, Gerard van der Poel, 1731
    - Première partie en ligne sur Google Livres, 562 p.
- Histoire de Jean de Brienne, roi de Jérusalem et empereur de Constantinople, 1727
- Histoire des découvertes et conquestes des Portugais dans le Nouveau Monde, 4 vol. 1733–1734
  - En ligne : Paris, Saugrain l'aîné – Coignard, 1733
    - Tome 1 sur Gallica
    - Tome 2 sur Gallica

### Sources primaires
- Pierre Jartoux, « Lettre du Père Jartoux au Père Procureur général des missions des Indes et de la Chine », Lettres édifiantes et curieuses concernant l'Asie, l'Afrique et l'Amérique, Société du Panthéon littéraire, t. 3,‎ 1843 (12 avril 1711), p. 183–187 (lire en ligne) Ou Document
- (fr + la) Sébastien Vaillant, « Établissement d'un nouveau genre de plante nommé Araliastrum, duquel le fameux ninzin ou ginseng des Chinois, est une espèce », dans Discours sur la structure des fleurs : leurs différences et l'usage de leurs parties prononcé à l'ouverture du jardin royal de Paris, le Xe jour du mois de juin 1717 et l'établissement des trois nouveaux genres de plantes, l'araliastrum, la sheradia, la boerhaavia avec la description de nouvelles plantes rapportées au dernier genre, Leide, P. Vander, 1718, p. 40–47On trouve une version unilingue et plus courte sur Google Livres.

### Sources secondaires
- (en) Lettre de Thomas Jefferson à John Adams, 12 juin 1812, site de la Bibliothèque du CongrèsContient une courte et dure critique des Mœurs de Lafitau
- William N. Fenton, Dictionnaire biographique du Canada, vol. III, Université Laval ; University of Toronto, 1974 (lire en ligne), « Lafitau, Joseph-François »

- (en)William N. Fenton (en) et Elizabeth L. Moore, « J.-F. Lafitau (1681–1746), precursor of scientific anthropology », dans Southwestern Journal of Anthropology, Summer, 1969, vol. 25, no 2, p. 173–187
- William N. Fenton et Elizabeth L. Moore, « Lafitau et la pensée ethnologique de son temps », dans Études littéraires lire en ligneTraduction partielle, par Céline Pelletier, de l'introduction de Customs of the American Indians compared with the customs of the primitive times, by Father Joseph François Lafitau, edited and translated by William N. Fenton and Elizabeth L. Moore, Toronto, The Champlain Society, vol. I, 1974, CXIX–365 p.
- Gwénaël Lamarque, « Joseph-François Lafitau (1681–1746) et son œuvre : un modèle ou une exception en son temps ? », Passeurs D'histoire(S): Figures des Relations France-Québec en Histoire du Livre,‎ 2010 (lire en ligne)
- Andreas Motsch, Lafitau et l’émergence du discours ethnographique, coll. « Imago Mundi », no 2, Paris, Presses Paris Sorbonne, 2001, 295 p.  (ISBN 2894481845 et 9782894481844)
- Andreas Motsch, « Le ginseng d’Amérique : un lien entre les deux Indes, entre curiosité et science », Études Épistémè, no 26,‎ 1er décembre 2014 (DOI 10.4000/episteme.331, présentation en ligne, lire en ligne [PDF], consulté le 6 janvier 2018)
- Hospice-Anthelme Verreau, « Le Père Lafitau et le gin-seng », dans Joseph-François Lafitau, Mémoire présenté à S. A. R. Mgr le duc d’Orléans, Régent de France, concernant la précieuse plante du gin-seng de Tartarie, découverte en Amérique, Montréal, Sénécal, Daniel et Compagnie, 1858, p. 3–14
- Mélanie Lozat, Sara  Petrella (éds.), La plume et le calumet. Joseph-François Lafitau et les « sauvages ameriquains », Paris, Classiques Garnier, coll. « Rencontres », 2019.